# Schlatzergraben
Der Schlatzergraben ist ein rund 0,4 Kilometer langer, rechter Nebenfluss der Kainach in der Steiermark.

## Verlauf
Der Schlatzergraben entsteht im östlichen Teil der Gemeinde Kainach bei Voitsberg, im nordöstlichen Teil der Katastralgemeinde Kainach, nordnordwestlich des Wirtshauses Blütl und südlich des Stadlbauergrabens. Er fließt in einem flachen Rechtsbogen insgesamt nach Osten. Im Nordosten der Katastralgemeinde Kainach mündet er etwa 150 Meter westlich der L341 in die Kainach, die danach nach links abbiegt. Auf seinem Lauf nimmt der Schlatzergraben keine anderen Wasserläufe auf.